# Asticta sublubrica
Asticta sublubrica är en fjärilsart som beskrevs av Otto Staudinger 1897. Asticta sublubrica ingår i släktet Asticta och familjen nattflyn. Inga underarter finns listade i Catalogue of Life.